# Qvarqvaré III Jakéli
Qvarqvaré ou Kvarkvaré III Jakéli (mort en 1466) est duc puis prince ou atabeg  du Samtskhe de 1451 à 1466. Au cours son  règne, il joue un rôle important dans les événements qui contribuent à la désintégration du royaume unitaire de Géorgie au XVe siècle, dont il se déclare indépendant en 1463.

## Biographie
Qvarqvaré III (« Grégoire ») est le fils de Béka II Jakéli, mort en 1391 ; il succède  comme « duc de Meschie ou Meskhie » à son neveu Aghougha Ier Jakéli au détriment du fils de ce dernier, son homonyme le futur prince Qvarqvaré IV Jakéli.
Qvarqvaré III met à profit le conflit qui oppose Georges VIII de Géorgie, roi de facto du pays entre 1454 et 1465, et son concurrent Bagrat VI de Géorgie, qui contrôle l’Iméréthie depuis 1446 et réclame, après avoir défait l’armée royale à Tchikhori en 1463, la couronne comme héritier du prince Georges.
L’atabeg Qvarqvaré III de Samtskhe exploite la situation pour se proclamer indépendant en 1463 et défait et capture le roi Georges VIII près du lac Paravani en 1465. Bagrat profite de cet événement pour envahir le Karthli, occuper Tiflis la capitale et se proclamer roi de Géorgie en 1466.
Qvarqvaré III obtient finalement l’indépendance de facto du Samtskhe, pendant que Bagrat règne sur les royaumes d'Iméréthie et de Karthli et que les partisans du roi Georges VIII se replient en Khakétie. Qvarqvaré III meurt après un règne de 15 ans.

## Postérité
Qvarqavré III et son épouse Nestan-Darédjan (divorcée et morte religieuse sous le nom de Nino) ont eu quatre enfants :
- Baadour Ier Jakéli ;
- Manoutchar Ier Jakéli ;
- Mzétchabouk, vers 1504 ;
- Kai-Khosrov, mort le 6 mai 1500.